# Federico Luque Velázquez
Federico Luque y Velázquez, I marqués de Luque, también llamado Federico Luque de Velázquez (Adra, Almería, 22 de abril de 1836 - Madrid, 22 de diciembre de 1908) fue banquero, empresario agrícola y político español de la Restauración.

## Biografía
Hijo de Manuel Luque Ruiz (1809-1869) y de Mariana Velázquez Ruiz (†1854), se casó en 1857 con Rosario Palma Giménez (1840-1934). Del matrimonio nacieron tres hijos, Mariano (1858), Rosario (1862) y Concepción. Fue hermano de Mariano Luque Velázquez.

## Trayectoria
Propietario de varias fincas y explotaciones agrícolas, destacó una de sus fincas en Alcalá de Henares, El Encín, que obtuvo premios del Ministerio de Fomento en 1882 y en otros concursos internacionales. Fue socio administrador de las empresas de los hermanos Pereire, fundadores de una importante banca francesa, el Crédit Mobilier, que pasó a operar en España bajo la razón social de Sociedad de Crédito Mobiliario Español. A través de los negocios de Federico Luque, la Sociedad de Crédito Mobiliario Español y  la Compañía de los Caminos de Hierro del Norte de España compiten directamente con el barón Rothschild y sus representantes en España, Daniel Weisweiller e Ignacio Bauer, que controlaban las empresas competidoras de las anteriores: la Compañía de los Ferrocarriles de Madrid a Zaragoza y Alicante (MZA) y la Compañía General de Crédito de España.
Fue consejero de varias compañías y empresario agrícola. En la década de 1890 era administrador de la Compañía de los Caminos de Hierro del Norte de España y de Crédito Mobiliario Español. Participó en la creación, en 1890, de la Société Anonyme Espagnole D’Études des Chemins de Fer Secondaires. También fue consejero de la Compañía Arrendataria del Monopolio de Tabacos, vicepresidente de la Caja de Ahorros y Monte de Piedad de Madrid y miembro del Consejo Superior de Agricultura.
Militante del Partido Liberal-Conservador de Cánovas, fue elegido diputado en las Elecciones generales de 1879 por la circunscripción de Almería, y ocupó escaño en sustitución de Bernabé Morcillo de la Cuesta, que no llegó llegó a tomar posesión del mismo. Según refiere su perfil en la web del Congreso: 

En sesión de 19 de junio de 1879 se anuló la elección del Sr. Morcillo y se admitió en su lugar al Sr. Luque.
Diario de Sesiones

 Ese mismo día 19 de junio juró su escaño Federico Luque.
En las elecciones del 27 de abril de 1884 resultó elegido diputado a Cortes por la circunscripción de Madrid para la legislatura 1884-1886.
Más tarde fue senador durante nueve legislaturas por distintas provincias españolas: Madrid (1891), Lérida (1893 y 1898), León (1896) y Logroño (1899, 1901, 1903, 1905 y 1907).
El 19 de marzo de 1896 la regente María Cristina le concedió el título de marqués de Luque.